# Vekoslav Janko
Vekoslav (Alojz) Janko, slovenski operni pevec baritonist in pedagog, *17. maj 1899, Ruše, † 1973, Ljubljana

## Življenjepis
Rodil se je očetu čevljarju Alojzu st. in materi Katerini (rojena Stanc). Sprva je bil angažiran kot dramski igralec, nato je začel nastopati v operetah v tenorskih vlogah. V operah je nato nastopal v baritonskih vlogah. Leta 1926 je prišel v ljubljansko opero, kjer je ostal vse do upokojitve leta 1960. Po prihodu v Ljubljano je na konservatoriju študiral solopetje pri Juliju Betettu. S svojim blestečim glasom v vseh legah, posebno v višinah, in pojavo je postal ljubljenec ljubljanskega opernega občinstva.
V Ljubljani je praznoval petdesetletnico umetniškega dela. Leta 1948 je prejel Prešernovo nagrado za življenjsko delo na področju operne umetnosti. Največje uspehe je doživljal z vlogo očeta Germonta, ki jo je interpretiral skozi desetletja.
Bil je mnenja, da je vloga Rigoletta v istoimenski Verdijevi operi za njegov glas pretežka, zato se jo je izogibal. Samo enkrat je nastopil v njej, leta 1946, vendar vloge ni odpel v celoti. Strahospoštovanje pred likom dvornega norca je bilo preveliko.

## Vloge
dramske:
- Konrad (Mlinar in njegova hči)
- Osip (Revizor)

operetne:
- Adam (Ptičar)
- baron Schober in Schubert (Pri treh mladenkah)
- vse tenorske vloge v Parmovih operetah

operne:
- Figaro (Seviljski brivec)
- Chansonette (Gorenjski slavček)
- Renato (Ples v maskah)
- Amonasro (Aida)
- Scarpia (Tosca)
- Malatesta (Don Pasquale)
- Luna (Trubadur)
- oče Germont (Traviata)